# Operación Castle
La operación Castle fueron una serie de pruebas nucleares militares de alta energía (alta potencia o alto rendimiento) realizada por la Fuerza de Tarea Conjunta 7 (JTF-7) de Estados Unidos en el atolón Bikini (Islas Marshall) en 1954. Estuvo precedida por la operación Upshot-Knothole y sucedida por la Operación Teapot. Se llevó a cabo como una empresa conjunta entre la Comisión de Energía Atómica y el Departamento de Defensa. El objetivo de la operación era poner a prueba los diseños de un arma termonuclear arrojable desde una aeronave.
La operación Castle fue considerada un éxito por los funcionarios del gobierno, ya que demostró la viabilidad del despliegue de los diseños de armas termonucleares con combustible sólido. Hubo, sin embargo, problemas técnicos con algunas de las pruebas: un dispositivo tuvo un rendimiento muy inferior al previsto (un fizzle o bomba fallida), mientras que otros dos dispositivos detonaron con más de dos veces su rendimiento previsto. Una de las pruebas, en particular, la Castle Bravo, dio lugar a una contaminación radiológica extensa en las islas cercanas (incluyendo habitantes y soldados de Estados Unidos estacionados allí), así como un barco de pesca japonés (el Daigo Fukuryu Maru, en el que fallecieron varios tripulantes), resultando en una muerte directa y problemas de salud crónicos para muchas de las personas expuestas. La reacción del público a las pruebas y la conciencia de los efectos a largo plazo de las secuelas nucleares se ha atribuido como parte de la motivación para el Tratado de prohibición parcial de los ensayos nucleares de 1963.
| Experimento | Fecha                 | Potencia          | Ubicación                                                   |
| ----------- | --------------------- | ----------------- | ----------------------------------------------------------- |
| Bravo       | 28 de febrero de 1954 | 15 Mt (megatones) | Nam Is (atolón Bikini).                                     |
| Romeo       | 27 de marzo de 1954   | 11 Mt             | Barcaza en el cráter Bravo (atolón Bikini)                  |
| Koon        | 7 de abril de 1954    | 0,11 Mt           | Eneman (atolón Bikini)                                      |
| Unión       | 26 de abril de 1954   | 6,9 Mt            | Barcaza fuera de Iroij (atolón Bikini)                      |
| Yankee      | 5 de mayo de 1954     | 13,5 Mt           | Barcaza en el cráter de la bomba Unión (atolón Bikini)      |
| Néctar      | 14 de mayo de 1954    | 1,69 Mt           | Barcaza en el cráter de la bomba Ivy-Mike (atolón Enewetak) |